# Generalinspektion der Fußartillerie
Die Generalinspektion der Fußartillerie war eine militärische Behörde der Preußischen Armee.

## Geschichte
Im Zuge der Trennung der Feld- und Fußartillerie wurde zum 30. März 1887 aus der bis dahin bestehenden Generalinspektion der Artillerie die Generalinspektion der Fußartillerie errichtet. Sie hatte ihren Sitz bis zur Auflösung 1917 in Berlin. Aufgabe der Generalinspektion war, die Geschäfts- und Personalangelegenheiten der Fußartillerie zu leiten sowie die waffenmäßige Aus- und Fortbildung zu überwachen. Außerdem war sie für die artilleristischen Belange der Festungen mitverantwortlich. 
An der Spitze der Behörde stand mit dem Rang und den Gebührnissen eines Kommandierenden Generals der Generalinspekteur der Fußartillerie. Er war unmittelbar dem Kaiser unterstellt, Mitglied der Landesverteidigungskommission und gehörte zum Vorstand der Vereinigten Artillerie- und Ingenieurschule.
Der Generalinspektion waren zunächst die 1. und 2. Fußartillerie-Inspektion in Berlin, die 3. Fußartillerie-Inspektion in Mainz (ab 1893 in Köln) und die 4. Fußartillerie-Inspektion in Metz unterstellt. Außerdem war der Stab und das I. Bataillon des 2. Fußartillerie-Regiment der Bayerischen Armee der Generalinspektion attachiert. Daneben unterstanden ihr die Artillerie-Schießschule, die Oberfeuerwerkerschule sowie die Prüfungskommission für Hauptleute und Premierleutnants der Fußartillerie. Am 11. August 1893 wurde die Generalinspektion durch die Errichtung der 5. Fußartillerie-Inspektion in Thorn und der 6. Fußartillerie-Inspektion in Straßburg erweitert. Durch Verfügung des Kriegsministeriums wurden zum 30. März 1895 die bestehenden sechs Fußartillerie-Inspektionen aufgelöst. An deren Stelle traten die neuerrichtete 1. Fußartillerie-Inspektion in Berlin und die 2. Fußartillerie-Inspektion in Köln mit jeweils zwei Fußartillerie-Brigaden. Am 1. Oktober 1912 erfolgte die Bildung einer 3. Fußartillerie-Inspektion mit zwei weiteren Fußartillerie-Brigaden. Ab diesem Zeitpunkt stand die 2. Inspektion in Straßburg, die 3. in Köln.
Neben der Fußartillerie-Schießschule in Jüterbog, die seit dem 1. April 1890 bestand, wurden während des Ersten Weltkriegs infolge des erhöhten Bedarfs an Personal Schulen in Wahn und Thorn neu errichtet.
Die Generalinspektion wurde mit dem 1. März 1917 aufgelöst und in die dem Generalinspekteur der Artillerie-Schießschulen im Großen Hauptquartier unmittelbar unterstehende Inspektion der Fußartillerie-Schießschulen verwandelt. Der General der Fußartillerie im Großen Hauptquartier, Generalmajor Alfred Ziethen, war vom 16. August 1917 mit der Wahrnehmung der Geschäfte des Generalinspekteurs  der Artillerie-Schießschulen beauftragt.

## Generalinspekteure
| Dienstgrad                              | Name                 | Datum                                             |
| --------------------------------------- | -------------------- | ------------------------------------------------- |
| Generalleutnant/ General der Artillerie | Rudolf von Roerdansz | 02. April 1887 bis 7. April 1890                  |
| Generalleutnant/ General der Artillerie | Reinhold Sallbach    | 12. April 1890 bis 9. Juni 1893                   |
| Generalleutnant/ General der Artillerie | Max von der Planitz  | 10. Juni 1893 bis 12. Juni 1902                   |
| Generalleutnant/ General der Infanterie | Georg von Perbandt   | 19. Juni 1902 bis 4. April 1906                   |
| General der Artillerie                  | Otto von Dulitz      | 10. April 1906 bis 11. Dezember 1911              |
| General der Artillerie                  | Ludwig von Lauter    | 12. Dezember 1911 bis 1. August 1914              |
| General der Artillerie z. D.            | Georg Kuhn           | 02. August 1914 bis 28. Februar 1917 (Vertretung) |